# Dedinka
Dedinka je obec na Slovensku v okrese Nové Zámky ležící v mírně zvlněné části Podunajské nížiny. Žije zde 677 obyvatel.
Nejstarší památky v okolí obce pocházejí z mohyl z mladší doby bronzové. První písemná zmínka o obci je z roku 1227. V obci se nachází římskokatolický kostel Jména Panny Marie z roku 1784 a klasicistní kaštel ze začátku 19. století.